# Kareta obecná
Kareta obecná (Caretta caretta) je oceánský druh želvy, který je rozšířen po celém světě. Žije v Atlantiku, Pacifiku, v Indickém oceánu a i ve Středozemním moři.

## Popis
Kareta obecná se řadí, stejně jako kareta obrovská a kareta pravá, do čeledi karetovitých (Cheloniidae). Průměrný dospělý jedinec měří cca 90 cm a váží kolem 135 kg, ačkoliv byli objeveni i jedinci dorůstající až 270 cm a vážící více než 454 kg. Barva kůže je v rozmezí žluté až hnědé a krunýř je typicky hnědý až načervenalý. Pohlaví karety obecné je možné rozlišit až v dospělosti a mezi hlavní rozdílné znaky lze považovat silnější ocas u samce a kratší předstěry u samiček.

## Ekologie
Většinu svého života tráví karety obecné ve slané vodě a v okolí ústí řek, kde samice kladou vejce. Želvy nakladou v průměru 80 až 120 vajec do jednoho hnízda, avšak z každého tisíce vajec nakonec přežije přibližně pouze jedna želvička. Sexuální dospělosti dosahují karety v rozmezí 17 - 33 let a celkově se dožívají 47 - 67 let. Mláďata želv čelí velkému množství predátorů a zvlášť vejce jsou zranitelná vůči suchozemským organismům.

## Ohrožení a ochrana
Karety obecné jsou proto považované za ohrožený druh a jsou chráněné Mezinárodní unií pro ochranu přírody. Za velký počet úmrtí povětšinou zodpovídají neopatrovaná zařízení k lovu a často se želvy udusí ve vlečných rybářských sítích. Ztráta vhodných pláží k hnízdění a zavlečení exotických dravců do těchto oblastí má také svoji daň na karetí populaci. Snaha o obnovení jejich počtu vyžaduje mezinárodní spolupráci, jako například na Zakynthosu, kde za účelem ochrany karet obecných byl na ostrově vybudován Národní mořský park a zaveden zákaz vstupu na hlavní pláže a další pláže v nočních hodinách, kde želvy kladou svá vejce v období od června do srpna.